# Mikon der Ältere
Mikon (griechisch Μίκων Míkōn) war ein antiker griechischer Maler und Bildhauer aus Athen, ein Zeitgenosse Polygnots und wie dieser etwa im mittleren Drittel des 5. Jahrhunderts v. Chr. tätig. Er war der Sohn des Atheners Phanochos.
Wie Polygnot wirkte auch Mikon an der Ausgestaltung der Stoa Poikile auf der Athener Agora, des Anakeion und des Theseion in Athen mit. In der Stoa Poikile stammte das Gemälde der Amazonomachie ganz aus seiner Hand, jenes der Schlacht bei Marathon entstand in Zusammenarbeit entweder mit Polygnot oder mit Panainos. Dafür, dass er in dem Gemälde die Griechen weniger groß als die Perser malte, bekam er eine um 30 Minen höhere Entlohnung. Im Anakeion, dem in Athen so bezeichneten Tempel der Dioskuren, stammte das Gemälde von der Rückkehr der Argonauten von ihm. Im Theseion malte er laut Pausanias eine Amazonomachie, eine Kentauromachie und die Anerkennung sowie das Ende des Theseus – allerdings verschweigt Pausanias den Namen des Gebäudes, das er beschreibt.
Mikon schuf die Siegerstatue des Kallias, der nicht nur ein athenischer Staatsmann, sondern in der 77. Olympiade, also 472 v. Chr., auch ein siegreicher Pankratiast war, und weitere Statuen, von denen auf der Athener Akropolis Reste einer nach 450 v. Chr. zu datierenden Inschrift gefunden wurden.
Mikon war ein ausgezeichneter Maler von Pferden, an denen ein berühmter Reiter namens Simon auszusetzen fand, er habe einem Pferd einmal auch Wimpern an den unteren Lidern gemalt. Über die Farbgebung Mikons ist nur weniges bekannt. Plinius überliefert seine Verwendung von Ocker. und einer auf Weinhefe basierenden schwarzen Farbe Varro nennt ihn einen Maler der alten Schule, dessen Stil ein Apelles und ein Protogenes – die allerdings einige Generationen später tätig waren – nicht gefolgt seien.